# Stormmåge
Stormmåge (Larus canus) er en mågefugl, der er udbredt i det nordlige Europa og Asien. Den er en almindelig dansk ynglefugl, der yngler i kolonier på øer og holme ved de danske kyster samt enkelte steder i indlandet ved søer og moser. Arten er desuden en meget almindelig træk- og vintergæst nordfra. I størrelse ligger den mellem de to andre almindelige mågearter i Danmark: hættemågen og sølvmågen.
Underarten russisk stormmåge (Larus canus heinei) er lidt større med mørkere røggrå overside og kraftigere og mere gult næb. Den er en ualmindelig vintergæst i Danmark.

## Beskrivelse og adfærd
Stormmågen er mellem 40 og 45 cm lang, og med et vingespænd på mellem 99 og 108 cm. Den vejer ca. 360 gram. Arten kan forveksles med ride og sølvmåge, men kan blandt andet kendes på, at den er slankere bygget og har et mindre næb. De adulte fugle er hvide med blågrå ryg og vingeoversider og sorte vingespidser med en stor hvid plet. Benene er gulgrønne og næbbet gulligt. Øjnene er store og sorte. Ungfuglen er gråbrun med brunspættet overside og får med alderen gradvist mindre brunt i fjerdragten. Den er udfarvet i sit tredje leveår.
Stormmågens stemme er lysere og skarpere og ikke så grov som de større mågers.
Arten lever blandt andet af insekter, regnorme, fiskeaffald og ådsler. Den kan ofte ses søge føde på pløjemarker eller græsplæner.
Den yngler almindeligt i Danmark, hvor den ruger i kolonier ved kysterne. Kuldet består af tre olivengrønne, gulbrune eller gråbrune æg med mørke pletter og skjolder. Den yngler også enkelte steder i indlandet, mest i åbne hedemoser.

## Udbredelse
Tidligere optrådte den altid kun ved kysterne i Skandinavien, men forekommer nu f.eks. også ved fjeldsøer. I Danmark er den udbredt de fleste steder, men overvejende langs kyster og fjorde, hvor den yngler på små øer og holme.
Stormmågens udbredelsesområde omfatter store dele af den palæarktiske zone fra Island og Irland til Kamtjatka. Enkelte par yngler af og til ved Newfoundlands kyster. I det nordlige Europa er den almindelig i nærheden af kysten, mens den fx syd for Tyskland og Holland kun yngler sporadisk. Det sydligste ynglested i Europa er Schweiz, hvor der kun yngler ganske få par. Den har i de sidst hundrede år ynglet på Færøerne, men er stadig fåtallig på Island.

## Bestand
I 1974 blev den danske bestand vurderet til 40.000 par og i 1988 til 29.000 par (Grell 1998), og har siden været stabil.
I følge organisationen BirdLife International var verdensbestanden i 2002 på 7,3-11,0 millioner og bestanden i Europa 1990–2003 på 1,5–2,2 millioner par. Den største europæiske bestand har Rusland med 200.000-500.000 par, Hviderusland med 180.000-220.000 par og Tyskland med 137.000-167.000 par. Fra 1970 til 1990 blev blev den europæiske bestand udvidet, mens den mellem 1990 og 2000 aftog med ca. 10 procent. Årsagerne til nedgangen i bestanden kan være intensiv dyrkning, mindre tilgængeligt affald, flere vildtlevende mink samt menneskelige forstyrrelser i kolonierne. Stormmågen bliver også ofte fordrevet fra de store kolonier af sølvmågen.
- Rugende stormmåge
- Stormmågens æg
- Stormmågeunge
- Ung stormmåge
- Adult stormmåge